# Oostende–Brugge nemzetközi repülőtér
Az Oostende–Brugge nemzetközi repülőtér, flamand nyelven Internationale Luchthaven Oostende-Brugge, franciául: aéroport international d’Ostende-Bruges, (IATA: OST, ICAO: EBOS) nemzetközi repülőtér a belgiumi Oostendében. Éves utasforgalma 369 363 fő (2022).

## Légitársaságok és úticélok
| Légitársaság    | Célállomások |
| --------------- | --- |
| TUI fly Belgium | Alicante, Barcelona, Eskişehir, Gran Canaria, Hurghada, Málaga, Sharm El Sheikh, Tenerife–South Szezonális: Almería, Antalya, Bodrum, Burgas, Chania, Corfu, Djerba, Enfidha, Faro, Heraklion, Ibiza, İzmir, Kos, Murcia, Palma de Mallorca, Rodosz, Várna |

## Futópályák
A repülőtér futópályái:
- 08/26 (3200 m, aszfalt)

## Forgalom
Az utasforgalom az elmúlt években az alábbi módon változott:
| Utasok száma | 126 144 | 180 063 | 192 776 | 232 682 | 247 669 | 276 027 | 365 555 | 457 644 | 221 161 | 386 387 |
|              | 2005    | 2007    | 2009    | 2011    | 2013    | 2015    | 2017    | 2019    | 2021    | 2023    |